# Модзгвришвили, Нугзар Елдариевич
Нугзар Елдариевич Модзгвришвили (род. 4 ноября 1981) — российский самбист и дзюдоист, призёр чемпионата России по самбо 2011 года, чемпион Маккабиады, мастер спорта России международного класса.

## Спортивные результаты
- Чемпионат России по самбо 2011 года — .